# تپه گورستان داشکسن
تپه قبرستان داشکسن مربوط به سده‌های اولیه دوران‌های تاریخی پس از اسلام است و در شهرستان میانه، بخش مرکزی، دهستان اوچ تپه شرقی، ۱۵۰ متری جنوب روستای داشکسن واقع شده و این اثر در تاریخ ۱۵ اسفند ۱۳۸۵ با شمارهٔ ثبت ۱۷۹۲۷ به‌عنوان یکی از آثار ملی ایران به ثبت رسیده است.